# Kılavuzlar (Sultanhisar)
Kılavuzlar – wieś w Turcji, w prowincji Aydın, w dystrykcie Sultanhisar. W 2010 roku wieś zamieszkiwało 167 mieszkańców.